# Anne Vavasour
Anne Vavasour (Tadcaster, 1560 – 1650) è stata una nobildonna inglese.

## Biografia
Era la figlia di Henry Vavasour di Tadcaster, e di sua moglie, Margaret Knyvet. Lo zio materno di Anna era Thomas Knyvet, I barone Knyvet. È stato questo legame familiare che probabilmente le assicurò un posto a corte come una delle damigelle della regina Elisabetta I. La sorella minore, Frances, è stato anche a corte come una damigella d'onore della regina (1590-1591) e nel 1591 sposò segretamente Sir Thomas Shirley. Anche il fratello più giovane, Thomas, entrò a corte e fu coinvolto nei suoi scandali, a tal punto da sfidare il conte di Oxford a duello, che, tuttavia, non sembra avere avuto luogo.
Poco dopo il suo arrivo a corte, divenne l'amante di Edward de Vere, XVII conte di Oxford, che era sposato con Anne Cecil, la figlia di William Cecil, I barone Burghley, consigliere più fidato della regina. Oxford si era separato dalla moglie nel 1576.
Il 23 marzo 1581, Anne diede alla luce il figlio illegittimo di Oxford, Edward, che portò con sé nella Torre di Londra su ordine della regina. Oxford venne rilasciato qualche mese più tardi, ma fu bandito da corte fino al giugno 1583. Si riconciliò con la moglie nel gennaio 1582.
La loro storia d'amore portò a schermaglie e duelli per le strade di Londra, tra Oxford e lo zio di Anna, Thomas Knyvet.
Oxford non si prese alcuna responsabilità per l'educazione del bambino, battezzato Edward Vere, e diede £ 2000 a Anne. Il ragazzo è stato cresciuto da Anne. Negli anni successivi il figlio è diventato un pupillo del cugino di Oxford, Sir Francis Vere.

## Bigamia
Qualche tempo prima 1590, Anne sposò un capitano di mare, John Finch. In quel periodo, ebbe un altro amante, Sir Henry Lee, da cui ebbe un altro figlio illegittimo, Thomas. Hanno vissuto apertamente insieme al suo maniero di Ditchley. La regina apparentemente approvò la loro relazione. Nel 1605, suo marito si ritirò e le lasciò un reddito di £ 700 all'anno nel suo testamento, qualche proprietà, e le istruzioni per la loro sepoltura congiunta nella tomba che aveva eretto per loro a Quarrendon. Dopo la morte del marito, Anne è stato costretta a impegnarsi in una serie di battaglie legali con il figlio di Sir Henry sulla proprietà che gli aveva lasciato.
Entro il 1618, sposò John Richardson. A questo punto John Finch riapparve e venne portata prima l'Alta Commissione l'8 agosto 1618 con l'accusa di bigamia. Il 1 febbraio 1622, è stata condannata a pagare una multa di £ 2000, tuttavia è stata risparmiata la prova di eseguire una penitenza pubblica.

## Morte
Morì nel 1650 e fu sepolta a Quarrendon, nei pressi di Aylesbury.